# Папуа (регіон)
Папуа (англ. Papua Region) — один з чотирьох регіонів Папуа Нової Гвінеї. До складу регіону входить столиця країни Порт-Морсбі.

## Провінції регіону
Регіон Папуа включає в себе 6-ть провінцій:
- Галф
- Західна
- Мілн-Бей
- Національний столичний округ
- Оро
- Центральна